# Analiză nodală
Analiza nodală este o metodă de analiză a circuitelor electrice care exprimă tensiunile dintre nodurile de circuit funcție de curenții din ramuri. O contribuție importantă în acest domeniu este cea a inginerului Paul G. Dimo prin metoda REI. Mai este cunoscută și ca metoda nodurilor.
Se face sumarea curenților în nodurile circuitelor electrice.
{\displaystyle \sum i_{n}=0}